# Lithocarpus variolosus
Lithocarpus variolosus är en bokväxtart som först beskrevs av Adrien René Franchet, och fick sitt nu gällande namn av Woon Young Chun. Lithocarpus variolosus ingår i släktet Lithocarpus och familjen bokväxter. Inga underarter finns listade.